# 고스트버스터즈
《고스트버스터즈》(영어: Ghostbusters)는 1984년에 개봉한 미국의 할리우드 코미디 영화이다.
1989년 속편 《고스트버스터즈 2》가 나왔다. 2016년 동명의 리부트작이 나왔으나 상업적으로 실패하였다. 2021년 두 번째 속편 《고스트버스터즈 라이즈》가 개봉하였으며, 2024년 세 번째 속편 《고스트버스터즈: 프로즌 엠파이어》가 공개될 예정이다.

## 줄거리
컬럼비아 대학교의 괴짜 교수인 피터 벤크먼, 레이 스탠츠, 이곤 스펭글러는 도서관에서 유령을 처음 목격한 후 학교에서 해고당한다. 이에 세 사람은 뉴욕 소방서를 개조하여 '고스트버스터즈'라는 유령 퇴치 회사를 설립하고, 핵 에너지를 이용한 최첨단 장비를 개발한다. 처음에는 일이 없었지만, 어느 날 첼리스트 다나 바렛이 자신의 아파트 냉장고에서 '주울'이라는 악마를 봤다고 말하며 찾아온다. 레이와 이곤은 주울과 다나의 건물을 조사하고, 피터는 그녀를 유혹하려 하지만 실패한다.
고스트버스터즈는 세드윅 호텔의 식탐 많은 유령을 퇴치하라는 의뢰를 받는다. 제대로 장비 테스트를 하지 않은 채로 유령을 포획하지만, 이 과정에서 프로톤 팩 무기의 에너지 흐름을 교차시키면 폭발할 수 있다는 경고를 듣는다. 어쨌든 그들은 유령을 잡아 소방서의 유령 격리 장치에 가두는 데 성공한다. 이후 도시 전체에서 초자연적인 활동이 급증하자, 고스트버스터즈는 유명해지고 윈스턴 제드모어를 네 번째 멤버로 영입한다.
환경보호국의 월터 펙은 고스트버스터즈의 장비를 평가하려 하지만, 피터는 그를 무시한다. 이곤은 격리 장치의 용량이 한계에 다다랐으며 초자연적인 에너지가 도시 전체에 급증하고 있다고 경고한다. 피터는 다나를 만나 그녀가 언급한 '주울'이 파괴의 신인 '고저'를 섬기는 악마라는 것을 알게 된다. 다나는 주울에게 빙의되고, 그녀의 이웃 루이스 털리는 빈즈 클로토에게 빙의된다. 고스트버스터즈는 두 존재를 분리해야 한다는 것을 인지한다.
월터 펙은 경찰과 함께 고스트버스터즈를 체포하고 격리 장치를 비활성화한다. 그 결과 장치가 폭발하여 포획된 유령들이 풀려나고, 혼란을 틈타 루이스/빈즈가 탈출하여 다나/주울과 합류한다. 감옥에서 레이와 이곤은 20세기 초에 고저 숭배 집단의 지도자였던 아이보 샌더가 다나의 건물을 영적 에너지를 집중시켜 고저를 소환하는 안테나로 설계했다는 사실을 밝혀낸다. 도시 전체가 초자연적인 혼란에 빠지자, 고스트버스터즈는 시장을 설득하여 풀려난다.
다나/주울과 루이스/빈즈는 차원을 연결하는 문을 열고 악마 개로 변신한다. 고저는 여자 모습으로 나타나 고스트버스터즈를 공격한 뒤, 그들이 반격하려 하자 사라진다. 고저는 '파괴자의 형태'를 선택하라고 요구한다. 레이가 실수로 어린 시절 좋아했던 마스코트를 떠올리자, 고저는 거대한 마시멜로 맨으로 나타나 도시를 파괴하기 시작한다. 이곤은 이전의 경고에도 불구하고 팀에게 프로톤 에너지 흐름을 교차시키라고 지시한다. 폭발로 고저의 아바타는 파괴되고, 차원문은 닫힌다. 고스트버스터즈는 다나와 루이스를 구출하고, 도시 영웅으로 환영받는다.

## 출연진
- 빌 머리 - 피터 벵크먼
- 댄 애크로이드 - 레이 스탠츠
- 시거니 위버 - 데이나 배럿
- 해럴드 레이미스 - 이곤 스펭글러
- 릭 머래니스 - 루이스 털리
- 애니 포츠 - 제이닌 멜니츠
- 윌리엄 애서턴 - 월터 펙
- 어니 허드슨 - 윈스턴 제드모어
- 데이비드 마걸리스 - 레니 클로치 시장

## 한국판 성우진 (KBS, 1992년 4월 25일)
- 배한성 - 피터(빌 머레이)
- 김도현 - 레이(댄 애크로이드)
- 이정구 - 이곤(해롤드 래미스)
- 강희선 - 데이나(시고니 위버)
- 오세홍 - 루이스(릭 모라니스)
- 설영범 - 윈스톤(어니 허드슨)